# Kniphofia hildebrandtii
Kniphofia hildebrandtii là một loài thực vật có hoa trong họ Thích diệp thụ. Loài này được Cufod. miêu tả khoa học đầu tiên năm 1971 publ. 1972.